# アミラン・パピナシビリ
アミラン・パピナシビリ（Amiran Papinashvili、1988年6月17日 - ) は、ジョージアのバトゥミ出身の柔道選手。階級は60kg級。身長162cm。弟は同じ60㎏級のジャバ・パピナシビリ。

## 人物
2009年のグランドスラム・パリ60kg級で2位になると、2012年のグランドスラム・パリでは3位になるなど国際大会で一定の活躍をしていたものの、ロンドンオリンピックには出場できなかった。2013年にはヨーロッパ選手権とグランドスラム・モスクワで優勝するも世界選手権では5位に終わった。世界団体では優勝メンバーの一員として名を連ねることになった。2014年にはグランドスラム・パリとヨーロッパ選手権で2位となるが、世界選手権では3位だった。次いで2016年のリオデジャネイロオリンピックでは準々決勝で今まで5連敗していた日本の高藤直寿を隅落で破った。この際に、万年の笑みを浮かべて喜んでいたが、その後連敗して5位に終わりメダルを獲得することができなかった。なお、一方の高藤は銅メダルを獲得している。2018年の世界選手権では3位になった。

## 主な戦績
- 2009年 - ワールドカップ・トビリシ　優勝
- 2009年 - グランドスラム・パリ　2位
- 2009年 - ワールドカップ・バクー　3位
- 2010年 - ワールドカップ・トビリシ　3位
- 2010年 - ワールドカップ・マドリード　3位
- 2010年 - グランプリ・ロッテルダム　優勝
- 2011年 - ワールドマスターズ　5位
- 2011年 - グランドスラム・パリ　3位
- 2011年 - ヨーロッパ選手権　5位
- 2011年 - グランプリ・バクー　優勝
- 2011年 - グランプリ・アブダビ　3位
- 2011年 - グランプリ・アムステルダム　2位
- 2012年 - グランドスラム・パリ　3位
- 2012年 - グランドスラム・リオデジャネイロ　3位
- 2012年 - グランプリ・アブダビ　2位
- 2013年 - ヨーロッパオープン・トビリシ　3位
- 2013年 - グランドスラム・パリ　3位
- 2013年 - グランプリ・デュッセルドルフ　3位
- 2013年 - ヨーロッパ選手権　優勝
- 2013年 - ワールドマスターズ　3位
- 2013年 - グランドスラム・モスクワ　優勝
- 2013年 - 世界選手権　5位
- 2013年 - 世界団体　優勝
- 2014年 - グランドスラム・パリ　2位
- 2014年 - グランプリ・トビリシ　5位
- 2014年 - ヨーロッパ選手権　2位
- 2014年 - グランプリ・ハバナ　優勝
- 2014年 - 世界選手権　3位
- 2015年 - ワールドマスターズ　5位
- 2015年 - ヨーロッパ競技大会　3位
- 2015年 - グランドスラム・アブダビ 優勝
- 2016年 - グランプリ・デュッセルドルフ　5位
- 2016年 - グランプリ・トビリシ　3位
- 2016年 - ヨーロッパ選手権　5位
- 2016年 - リオデジャネイロオリンピック 5位
- 2017年 -　グランプリ・デュッセルドルフ　2位
- 2017年 -　グランプリ・トビリシ　2位
- 2017年 -　グランドスラム・エカテリンブルグ　2位
- 2017年 -　グランプリ・ザグレブ　優勝
- 2018年 - グランプリ・トビリシ　2位
- 2018年 -　グランプリ・ブダペスト　3位
- 2018年 -　世界選手権　3位
- 2018年 -　グランドスラム・アブダビ　優勝
- 2018年 -　ワールドマスターズ　2位
- 2019年 - グランプリ・マラケシュ　3位
- 2019年 - ヨーロッパ競技大会　3位

(出典、JudoInside.com)。